# Hunazoko Ike
Hunazoko Ike (japanisch 舟底池 ‚Schiffsrumpfsee‘) ist ein kleiner, unter dem Meeresspiegel liegender See an der Prinz-Harald-Küste des ostantarktischen Königin-Maud-Lands. Er liegt auf der Halbinsel Skarvsnes am Ostufer der Lützow-Holm-Bucht.
Japanische Kartographen kartierten ihn anhand von Luftaufnahmen und Vermessungen aus den Jahren zwischen 1962 und 1973. Sie benannten ihn 1972 einerseits nach seiner Form, anderseits aus der Tatsache heraus, dass ein Schiffsrumpf gleichermaßen unter dem Meeresspiegel liegt.